# ان‌اوای‌ای‌اس هک (اس ۵۹۱)
ان‌اوای‌ای‌اس هک (اس ۵۹۱) (به انگلیسی: NOAAS Heck (S 591)) یک کشتی بود که طول آن ۹۰ فوت (۲۷ متر) بود. این کشتی در سال ۱۹۶۶ ساخته شد.